# Самолёт сопровождения

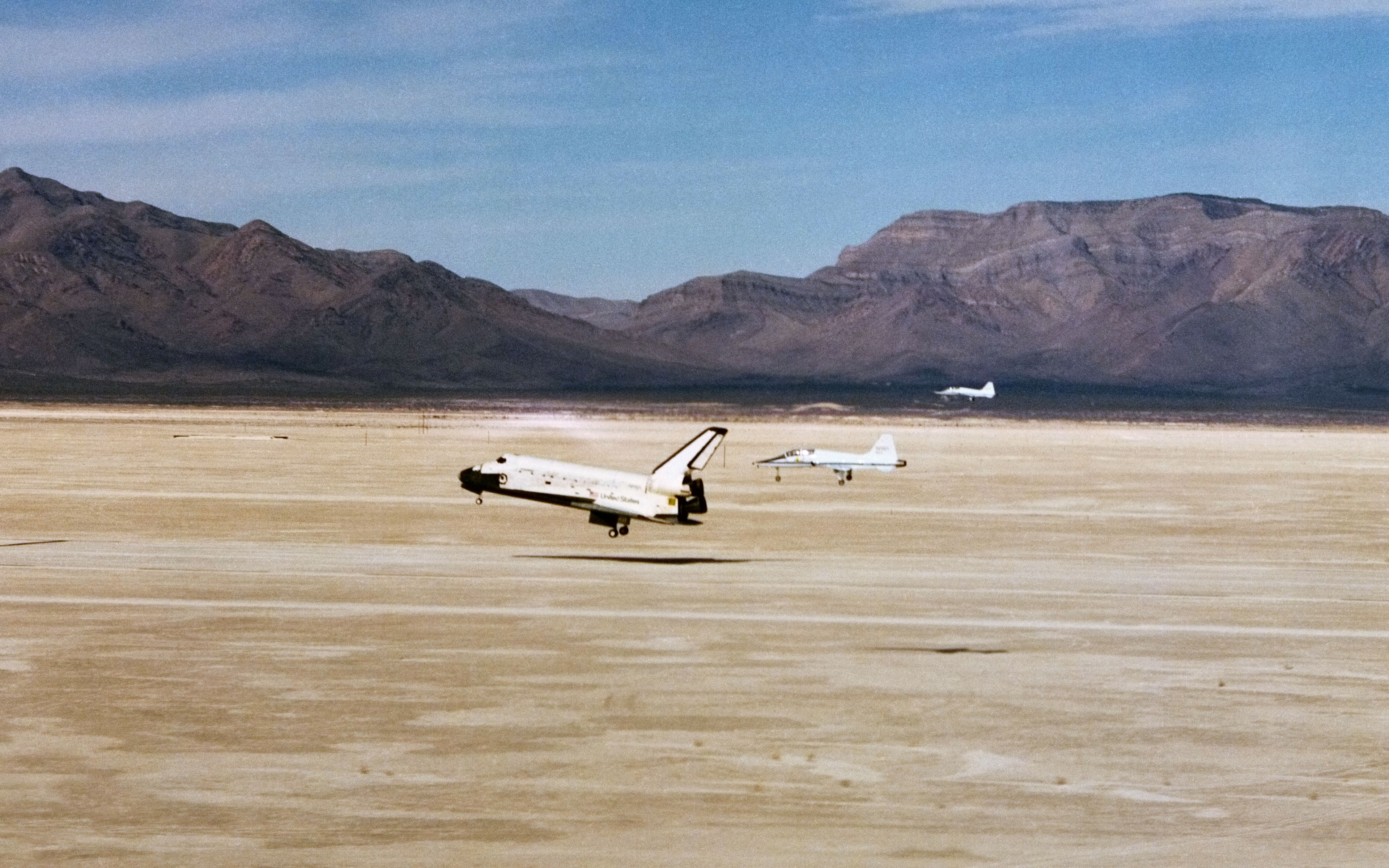
Два самолёта T-38 Talon сопровождают Колумбию при посадке на Уайт-Сэндс. Миссия STS-3.

Самолёт сопровождения — воздушное судно, с какой-либо целью сопровождающее другой летательный аппарат.
Самолёт сопровождения может назначаться для оказания помощи терпящему бедствие воздушному судну, например, при потере пространственной ориентировки, отказе радиосвязи или иных технических проблемах. Также самолёты сопровождения широко используются в ходе различных испытательных полётов для визуального контроля и технического документирования (типа видеозаписи). Считается, что подобные самолёты являются лучшим способом наблюдать за ходом полёта экспериментального ЛА.

## Происшествия
Полёты в непосредственной близости друг от друга представляют определённую сложность и опасность. Так, например:
- 9 сентября 1994 года самолёт-лаборатория ЛИИ имени М. М. Громова (Жуковский) на базе Ту-22М3 с ламиниризированным крылом во время испытательного полёта столкнулся с Ту-134 (RA-65760), с которого велась видеосъёмка картины обтекания экспериментального крыла самолёта-лаборатории в широком спектре. Ту-134 получил значительные повреждения киля и стабилизатора, и рухнул в Шатурском районе Московской области. Все находившиеся на борту Ту-134 погибли: КВС Павлов Валерий Викторович, второй пилот Кушин Виктор Станиславович, штурман-испытатель Хохряков Александр Анатольевич, бортрадист И. Ю. Соколов, бортинженер С. М. Изгородин, ведущий инженер А. А. Королёв, инженер-исследователь В. М. Галкин, кинооператор Е. В. Колпаков. Ту-22М2ЛЛ получил повреждения носовой части, но экипаж сумел посадить самолёт на аэродроме Жуковский.
- 10 февраля 1995 года в испытательном полёте был потерян опытный Ан-70 после столкновения с самолётом сопровождения Ан-72. Получив повреждения конструкции, Ан-72, ведомый заслуженным лётчиком-испытателем Владимиром Терским, был относительно благополучно посажен на аэродром «Гостомель».